# Drča (priprava)
Drča je umetno narejen nepremičen ali premičen žleb za spuščanje ali spravljanje materiala; je umetno narejen žleb iz debel ali tesanega lesa ali pa je to plitva vdolbina v strmini, po kateri spuščajo ali deloma vlačijo les, predvsem hlode, v dolino. Za »drče«, ki so narejene iz drobnih debel, je v Sloveniji v uporabi še poseben star izraz: riže oz. riža. V zadnjem času strojno vlačijo les po širših vlakah, ki niso nujno strme.
Pri spuščanju lesa v dolino po leseni drči sta poznana dva načina: 
- les lahko po drči drsi zaradi lastne teže t. i. - suha drča
- v drčo spustijo vodo t. i. - mokra drča (plavljenje lesa).

Drča v pomorstvu:
- Drčo imenujejo tudi posebno leseno konstrukcijo v ladjedelnici, po kateri drsijo sani ob splovitvi ladje.
- Klančina ali splavna drča za spust plovil v vodo.